# Althueb
Althueb ist ein Weiler der Gemeinde Ellenberg im Ostalbkreis in Baden-Württemberg.

## Beschreibung
Der Weiler mit nur zwei Hausnummern und einigen landwirtschaftlichen Nebengebäuden steht auf etwa 509 m ü. NHN etwa 1,5 Kilometer nordnordwestlich des Hauptortes von Ellenberg in einer mit den Nachbarweilern Georgenstadt im Westen und Neuhueb im Nordosten gemeinsamen Rodungsinsel. Das erste Anwesen des etwas größeren Georgenstadt ist weniger als hundert Meter entfernt. Nördlich an Althueb vorbei fließt der in die Rotach mündende Gerbach, der etwa einen halben Kilometer westlich von Georgenstadt entspringt.

## Geschichte
Der Ort wurde 1337 als Hube das erste Mal erwähnt, zu dieser Zeit gehörte der Ort zum Kloster Ellwangen.